# Luchthaven Ruhengeri
Luchthaven Ruhengeri is een luchthaven in Rwanda.

## Locatie
Luchthaven Ruhengeri (IATA: RHG, ICAO: HRYU) bevindt zich in de noordelijke provincie van Rwanda, in het Musanze district, in de stad Ruhengeri. Het ligt ongeveer 227 kilometer ten noordwesten van de luchthaven Kigali Internationaal, de grootste civiele luchthaven van het land.

## Overzicht
Luchthaven Ruhengeri is een middelgrote luchthaven die de stad Ruhengeri en aangrenzende gemeenschappen bedient. Het is een van de acht openbare civiele luchthavens die worden beheerd door de Rwanda Civil Aviation Authority. De luchthaven ligt op een hoogte van ongeveer 1.860 meter boven zeeniveau. De luchthaven heeft één enkele asfaltbaan die 1.480 meter lang is.